# Гартиг, Георг Людвиг
Гео́рг Лю́двиг Га́ртиг (нем. Georg Ludwig Hartig; 2 сентября 1764, Гладенбах, Германия — 2 февраля 1837, Берлин) — немецкий автор многочисленных трудов в области лесоводства.

## Биография
Изучал егерское искусство в Гарце, потом учился в Гиссенском университете и с 1783 года помогал отцу при производстве лесоустроительных работ. Затем Гартиг год состоял ассистентом при центральном лесном управлении (нем. Oberforstkollegium) в Дармштадте, 11 лет служил форстмейстером у князя Сольмс-Браунсфельса в Гунгене (Веттерау), где в 1790 году открыл практическую школу для подготовки молодых людей к лесной службе. Потом, продолжая 9 лет свою лесоводственно-педагогическую деятельность в Гессен-Касселе, он много сделал относительно устройства тамошних лесов. Тогдашние политические перевороты заставили его перейти сперва обер-форстратом в Штутгарт (1807—1811), а потом, в 1811 году — обер-ландфорстмейстером в Берлин, где он и оставался до смерти. Здесь, кроме исполнения своих прямых обязанностей по заведованию казёнными лесами, Гартиг читал зимой публичные лекции по энциклопедии лесных наук в Берлинском университете; кроме того, по его инициативе в 1821 году была основана в Берлине лесная академия, действовавшая с 1830 года в Нейштадт-Эберсвальде как Высшая школа лесоводства.
Приступая к общему устройству всех прусских лесов (до 1810 года, устроенных по методу Геннерта), по своему собственному методу — выбрал до пятидесяти лиц из служащих по лесному ведомству и в течение лета 1817 года впервые произвёл с ними устройство лесной дачи Бизенталь возле Нейштадт-Эберсвальде. Уже в 1819 году явилась возможность начать такие же лесоустроительные работы и в других местностях Пруссии по составленной для этого Гартигом особенной инструкции.

## Метод Гартига
Общие основания метода устройства, предложенного Гартигом, заключаются в следующем:
- определение ежегодного постоянного дохода, приносимого устраиваемым лесом, находится в тесной связи с тем состоянием, в которое намерен лесоустроитель привести устраиваемый лес к концу известного промежутка времени — оборота хозяйства; поэтому следует обращать внимание не столько на математическую точность вычисления этого дохода, сколько на хозяйственные распоряжения, которые должны быть выполнены в течение всего оборота хозяйства, что достигается составлением общего плана хозяйства и обязательным выполнением его в течение означенного промежутка времени.
- Соответственный этому плану оборот хозяйства разделяется на равные по времени части (обычно 20-летние), называемые периодами, и все насаждения устраиваемого леса соответственно их возрасту, состоянию и особым хозяйственным соображениям, указанным в самом плане, распределяются в те отделы времени, когда предполагается их срубка.
- Затем вычисляется древесная масса, которую каждое насаждение, судя по теперешнему его запасу и ожидаемому приросту, может дать при главной рубке, предполагая последнюю на середине соответствующего периода, так что все насаждения, поступающие в рубку в каждом периоде, рассматривались Гартигом как бы одно насаждение, постепенно вырубаемое. К вычисленной древесной массе прибавляется масса, ожидаемая от проходных рубок (промежуточных пользований) в течение всего оборота хозяйства, и общая сумма делится на число периодов. Полученная величина сравнивается с величиной дохода от главного и промежуточного пользований, отдельно вычисленной для каждого периода, и если в некоторых периодах замечается значительная разница, то для устранения её и возможного уравнения дохода по периодам, часть насаждений перемещается из тех периодов, где древесная масса больше вычисленной средней, в другие, где её недостает. Вследствие подобного перемещения насаждений — одни насаждения будут вырублены раньше, а другие позже, чем было предположено вначале, отчего изменится и прежде вычисленная величина материального дохода как в течение целого оборота хозяйства, так и в каждом периоде, и появляется часто необходимость в новом уравнивании древесной массы по периодам, что повторяется несколько раз. Ввиду трудности достигнуть равенства материальных доходов во всех периодах и имея в виду постепенно увеличивающуюся потребность на лесные материалы в будущем вследствие прогрессивного возрастания народонаселения, Гартиг допускал, чтобы в более отдаленные периоды назначалась сравнительно большая древесная масса, чем в ближайшие, на 1/20 часть, или 5 %. После окончания перестановки насаждений по периодам площади, назначенные для каждого периода, обозначались на плане и выделялись в натуре обычно просеками, проведенными при разделении леса на кварталы (прусские ягены).
- Гартиг не требовал равенства площадей насаждений, отведенных каждому периоду, ни по величине, ни по добротности почвы: тем периодам, в которые поступали насаждения старшего возраста и большей полноты, отводились меньшие площади, чем состоящим из более молодых или более изреженных насаждений. Вообще, в методе Гартига площади насаждений уравнивались по периодам сообразно с будущим состоянием их, ожидаемым при срубке.
- Размер среднего ежегодного дохода по массе, поступающего в течение первого периода от главной рубки в насаждениях, отведенных этому периоду, и от проходных рубок, выполняемых в насаждениях других периодов, определялся делением древесной массы, поступающей как пользование в этом периоде, на его продолжительность или, ещё вернее, через деление всей древесной массы, подлежащей вырубке в течение оборота хозяйства, на величину этого оборота.
- Если вследствие каких-нибудь непредвиденных обстоятельств, например, повреждения насаждений огнём, насекомыми и т. п., приходится вырубить некоторые из них не в срок, назначенный по плану хозяйства, то это влечёт за собой изменение общего плана хозяйства и сделанного на основании его распределения насаждений по периодам.
- Верность вычисления будущего запаса насаждений зависит от точности оценки наличного их запаса и будущего прироста, поэтому Гартиг требовал подробной таксации насаждений, чем-либо различающихся между собой, и вычисления их запаса на весь оборот, для чего в приспевающих насаждениях наличный запас и прирост определялись большей частью глазомерно и только в исключительных случаях при помощи пробных площадей, или перечислительным способом; в молодых же и средневозрастных насаждениях ожидаемый запас вычислялся по опытным таблицам или по сравнению с запасом спелого леса, причём как существующие уже при устройстве молодняка, так и предназначаемые вновь к возвращению насаждения предполагались при срубке совершенно полными. Будущие запасы показывались не только в общей массе, но и с расценкой по отдельным сортиментам.
- Гартиг не требовал, как его предшественники, чтобы все насаждения устраиваемого леса непременно срубались в возрасте оборота рубки, но определял для каждого насаждения его хозяйственную спелость и всегда назначал раньше в рубку изреженные насаждения плохого роста и произрастающие на несоответственной почве, чем полные и совершенно здоровые.
- При назначении хозяйственных распоряжений Гартиг хотя и имел в виду взрастить с течением времени в каждом квартале одновозрастное насаждение, в котором бы деревья различались друг от друга по возрасту не более как на число лет, заключающееся в периоде, но не требовал строгой последовательности в распределении очередей рубки кварталов. Метод лесоустройства, предложенный Гартигом, не чужд был некоторых недостатков, к числу коих принадлежали: излишняя подробность хозяйственных распоряжений на многие десятки лет вперёд, вычисление доходов, ожидаемых от несуществующих при устройстве насаждений, расценка материального дохода отдалённых периодов по сортиментам и т. п., но он далеко превосходил достоинствами прежние методы оценки дохода и в самом себе заключал прочные основания для дальнейшего развития и усовершенствования, что вскоре и осуществилось благодаря трудам Генриха Котты и других позднейших немецких лесоустроителей.

## Избранные труды
- «Anweisung zur Holzzucht für Förster» (1791; 8 изд. 1818; перев. на франц. яз.);
- «Physikalische Versuche über das Verhältnis der Brennbarkeit der meisten deutschen Waldbaumhölzer» (1794 и 1807; перев. на франц.);
- «Beweis, das durch die Anzucht der weissblühenden Akazie dem Holzmangel nicht abgeholfen werden könne» (1798 и 1807);
- «Anweisung zur Taxation und Beschreibung der Forste» (1795 и 1819);
- «Grundsätze der Forstdirektion» (1801 и 1813);
- «Lehrbuch für Förster und die es werden wollen» (1808; 11 изд. 1877; переведено на польский, чешский и русский языки: последний сделан в 1813 году кадетами Калужского лесного института Поганковым и Киреевским под заглавием «Руководство для лесничих и любителей лесов»);
- «Anleitung zur Forst und Waldmannssprache» (1809 и 1821);
- «Anleitung zur Berechnung des Geldwerthes in Betreff seines Naturalertrags schon taxirten Forstes» (1812);
- «Instruktion wo nach die Holzkultur in den preussicshen Forsten betrieben werden soll» (1814 и 1834);
- «Anleitung zur Prüfung der Forstkandidaten» (1818 и 1828);
- «Instruction für die preussischen Forstgeometer und Forsttaxatoren» (1820 и 1836);
- «Anleitung zur wohlfeilen Kultur der Waldbl ässen» (1826);
- «Anleitung zur Vertilgung oder Verminderung der Kiefernraupen» (1827);
- «Beitrag zur Lehre von Ablösung der Holz, Streu und Weidservituten» (1829);
- «Die Forstwissenschaft nach allen ihren Theilen in gedrängter Kürze» (1830);
- «Gutachten über die Fragen: welche Holzarten lohnen den Anbau am reichlichsten? und wie verhält sich der Geldertrag des Waldes zu dem des Ackers?» (1833);
- «Forstliches und forstnaturwissenchaftliches Konversationslexikon» (1834 и 1836, в сотрудничестве с сыном Теодором);
- «Erfahrungen über die Dauer der Hölzer etc.» (1836)
- «Kürze Belehrung über die Behandlung und Kultur des Waldes» (1837).

Сверх того Гартиг редактировал специальные журналы:
- «Journal für das Forst-, Jagd— und Fischereiwesen» (1806-8);
- «Forst und Jagdarchiv von und für Preussen» (1816-20)
- «Allgemeine Forst— und Jagdarchiv» (1822—1827);

издал сборник «Abhandlungen über interessante Gegenstände beim Forst— und Jagdwesen» (1830).